# ツォナ湖
ツォナ湖、または錯那湖（ツォナこ、簡体字: 错那湖; 繁体字: 錯那湖）は、中華人民共和国チベット自治区北部のナクチュ市アムド県にあり、世界で最も高所にある湖の一つである。面積は300平方キロメートルを占め、海抜は4594メートルにある。
タンラ山脈に源を発する川が北からアムドを経た後にツォナ湖に流れ込む。湖の南側からは川が流れ出て、セニ区を経てナク川（那曲）へ合流し、さらに怒江へ流れる。
ツォナ湖は青蔵鉄道の錯那湖駅付近で車窓から間近に見え、鉄道のすぐ西側にある。しばしばチベット最大の湖であるナムツォ（中国語: 納木錯）と間違えられる事があるが、ナムツォは青蔵鉄道の車窓からは見えない。
チベット高原の多くの湖を含むラムサール条約登録地の「シリン湖」の指定範囲内に含まれている。一帯にはセーカーハヤブサ、キガシラウミワシ、カタシロワシ、ユキヒョウ、オグロヅル、チャガシラカモメ、インドガン、アカツクシガモなどが見られる。